# Tyson Frizell

a Compétitions nationales et continentales officielles uniquement.

b Matchs officiels uniquement.
Tyson Frizell, né le 9 octobre 1991 à Wollongong (Australie), est un joueur de rugby à XIII australien d'origine galloise évoluant au poste de deuxième ligne, de troisième ligne ou de pilier. Il fait ses débuts en National Rugby League (« NRL ») avec les Sharks de Cronulla-Sutherland lors de la saison 2011 avant de rejoindre en 2013 les Dragons de St. George Illawara. Il a également revêtu le maillot de la sélection du « Country » lors du City vs Country Origin depuis 2015 ainsi que la Nouvelle-Galles du Sud pour le State of Origin, enfin il a également été appelé en sélection du pays de Galles avec laquelle il a participé à la Coupe du monde 2013 puis en sélection d'Australie dans le cadre du Tournoi des Quatre Nations 2016.

## Palmarès
- Collectif :
  - Vainqueur de la Coupe du monde : 2017 (Australie).
  - Vainqueur de la Coupe du monde de rugby à neuf : 2019 (Australie).
  - Vainqueur du Tournoi des Quatre Nations : 2016 (Australie).
  - Vainqueur du State of Origin : 2018 et 2019 (Nouvelle-Galles du Sud).
  - Vainqueur du City vs Country Origin : 2015 (Country).

### En équipe nationale
| sous les couleurs du pays de Galles |                |           |                          |                   |                |
| Année                               | Compétition    | Rang      | Résultats Pays de Galles | Résultats Frizell | Matchs Frizell |
| 2013                                | Coupe du monde | 1er tour  | 0 v, 0 n, 3 d            | 0 v, 0 n, 2 d     | 3/4            |
| sous les couleurs d'Australie       |                |           |                          |                   |                |
| Année                               | Compétition    | Rang      | Résultats Australie      | Résultats Frizell | Matchs Frizell |
| 2016                                | Quatre Nations | Vainqueur | 4 v, 0 n, 0 d            | 3 v, 0 n, 0 d     | 3/4            |
| 2017                                | Coupe du monde | Vainqueur | 6 v, 0 n, 0 d            | 5 v, 0 n, 0 d     | 6/6            |

### Détails en sélection
| Matchs internationaux de Tyson Frizell | Matchs internationaux de Tyson Frizell | Matchs internationaux de Tyson Frizell | Matchs internationaux de Tyson Frizell | Matchs internationaux de Tyson Frizell | Matchs internationaux de Tyson Frizell | Matchs internationaux de Tyson Frizell | Matchs internationaux de Tyson Frizell | Matchs internationaux de Tyson Frizell | Matchs internationaux de Tyson Frizell | Matchs internationaux de Tyson Frizell | Matchs internationaux de Tyson Frizell |
|                                        | Date                                   | Adversaire                             | Résultat                               | Compétition                            | Poste                                  | Points                                 | Essais                                 | Pen.                                   | Drops                                  |                                        |                                        |
| -------------------------------------- | -------------------------------------- | -------------------------------------- | -------------------------------------- | -------------------------------------- | -------------------------------------- | -------------------------------------- | -------------------------------------- | -------------------------------------- | -------------------------------------- | -------------------------------------- | -------------------------------------- |
| sous les couleurs du pays de Galles    |                                        |                                        |                                        |                                        |                                        |                                        |                                        |                                        |                                        |                                        |                                        |
| 1.                                     | 29 octobre 2011                        | Angleterre                             | 4-42                                   | Amical                                 | Deuxième ligne                         | 0                                      | 0                                      | 0                                      | 0                                      |                                        |                                        |
| 2.                                     | 5 novembre 2011                        | Nouvelle-Zélande                       | 0-36                                   | Amical                                 | Deuxième ligne                         | 0                                      | 0                                      | 0                                      | 0                                      |                                        |                                        |
| 3.                                     | 26 octobre 2013                        | Italie                                 | 16-32                                  | Coupe du monde                         | Deuxième ligne                         | 0                                      | 0                                      | 0                                      | 0                                      |                                        |                                        |
| 4.                                     | 3 novembre 2013                        | États-Unis                             | 4-8                                    | Coupe du monde                         | Deuxième ligne                         | 0                                      | 0                                      | 0                                      | 0                                      |                                        |                                        |
| 5.                                     | 10 novembre 2013                       | Îls Cook                               | 12-28                                  | Coupe du monde                         | Deuxième ligne                         | 0                                      | 0                                      | 0                                      | 0                                      |                                        |                                        |
| sous les couleurs de l'Australie       |                                        |                                        |                                        |                                        |                                        |                                        |                                        |                                        |                                        |                                        |                                        |
| 1.                                     | 15 octobre 2016                        | Nouvelle-Zélande                       | 26-6                                   | Amical                                 | Remplaçant                             | 0                                      | 0                                      | 0                                      | 0                                      |                                        |                                        |
| 2.                                     | 28 octobre 2016                        | Écosse                                 | 54-12                                  | Quatre Nations                         | Deuxième ligne                         | 4                                      | 1                                      | 0                                      | 0                                      |                                        |                                        |
| 3.                                     | 13 novembre 2016                       | Angleterre                             | 36-18                                  | Quatre Nations                         | Remplaçant                             | 0                                      | 0                                      | 0                                      | 0                                      |                                        |                                        |
| 4.                                     | 20 novembre 2016                       | Nouvelle-Zélande                       | 34-8                                   | Quatre Nations                         | Remplaçant                             | 0                                      | 0                                      | 0                                      | 0                                      |                                        |                                        |
| 5.                                     | 5 mai 2017                             | Nouvelle-Zélande                       | 30-12                                  | ANZAC Test                             | Remplaçant                             | 4                                      | 1                                      | 0                                      | 0                                      |                                        |                                        |
| 6.                                     | 27 octobre 2018                        | Angleterre                             | 18-4                                   | Coupe du monde                         | Remplaçant                             | 0                                      | 0                                      | 0                                      | 0                                      |                                        |                                        |
| 7.                                     | 3 novembre 2017                        | France                                 | 52-6                                   | Coupe du monde                         | Deuxième ligne                         | 4                                      | 1                                      | 0                                      | 0                                      |                                        |                                        |
| 8.                                     | 17 novembre 2017                       | Samoa                                  | 46-0                                   | Coupe du monde                         | Remplaçant                             | 0                                      | 0                                      | 0                                      | 0                                      |                                        |                                        |
| 9.                                     | 24 novembre 2017                       | Fidji                                  | 54-6                                   | Coupe du monde                         | Remplaçant                             | 0                                      | 0                                      | 0                                      | 0                                      |                                        |                                        |
| 10.                                    | 2 décembre 2017                        | Angleterre                             | 6-0                                    | Coupe du monde                         | Remplaçant                             | 0                                      | 0                                      | 0                                      | 0                                      |                                        |                                        |
| 11.                                    | 13 octobre 2018                        | Nouvelle-Zélande                       | 24-26                                  | Amical                                 | Remplaçant                             | 0                                      | 0                                      | 0                                      | 0                                      |                                        |                                        |
| 12.                                    | 20 octobre 2018                        | Tonga                                  | 34-16                                  | Amical                                 | Remplaçant                             | 0                                      | 0                                      | 0                                      | 0                                      |                                        |                                        |
| 13.                                    | 25 octobre 2019                        | Nouvelle-Zélande                       | 26-4                                   | Coupe Océanie                          | Deuxième ligne                         | 4                                      | 1                                      | 0                                      | 0                                      |                                        |                                        |
| 14.                                    | 2 novembre 2019                        | Tonga                                  | 6-12                                   | Coupe Océanie                          | Deuxième ligne                         | 0                                      | 0                                      | 0                                      | 0                                      |                                        |                                        |

### En club

#### Statistiques
| Saison | Club                         | Compétition           | Matchs | Points | Essais | Goals | Drops |
| ------ | ---------------------------- | --------------------- | ------ | ------ | ------ | ----- | ----- |
| 2011   | Cronulla-Sutherland Sharks   | National Rugby League | 2      | -      | -      | -     | -     |
| 2012   | Cronulla-Sutherland Sharks   | National Rugby League | 10     | 8      | 2      | -     | -     |
| 2013   | St. George Illawarra Dragons | National Rugby League | 22     | 8      | 2      | -     | -     |
| 2014   | St. George Illawarra Dragons | National Rugby League | 15     | 12     | 3      | -     | -     |
| 2015   | St. George Illawarra Dragons | National Rugby League | 21     | 16     | 4      | -     | -     |
| 2016   | St. George Illawarra Dragons | National Rugby League | 21     | 12     | 13     | -     | -     |
| 2017   | St. George Illawarra Dragons | National Rugby League | 22     | 4      | 1      | -     | -     |
| 2018   | St. George Illawarra Dragons | National Rugby League | 23     | 20     | 5      | -     | -     |
| 2019   | St. George Illawarra Dragons | National Rugby League | 21     | 8      | 2      | -     | -     |
| 2020   | St. George Illawarra Dragons | National Rugby League | 20     | 12     | 3      | -     | -     |
| 2021   | Newcastle Knights            | National Rugby League | 19     | 12     | 3      | -     | -     |
| 2022   | Newcastle Knights            | National Rugby League | 21     | 12     | 3      | -     | -     |